# Plessimetro
Il plessimetro è lo strumento utilizzato nella percussione mediata abitualmente praticata nel corso dell'esame obiettivo del paziente. 
Si tratta di una piastrina di avorio, di bachelite o di metallo che nella percussione indiretta viene interposta tra la superficie del corpo e il dito medio dell'altra mano piegato a uncino (o il martelletto) con cui si effettua la percussione. Il suono che ne deriva rifletterà la natura della zona sottostante.

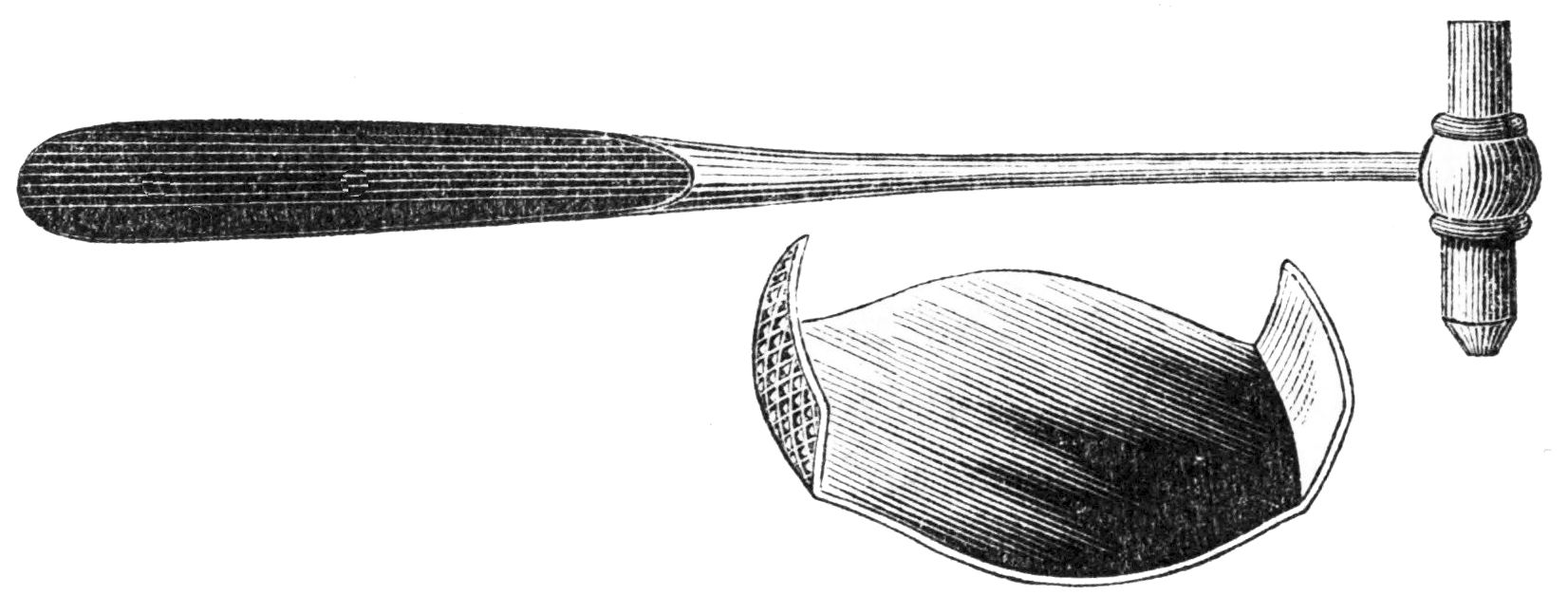
Percussore e plessimetro ottocenteschi

In alternativa al plessimetro- ed è la tecnica attualmente usata- si possono utilizzare anche le dita della mano (percussione digitodigitale).
Durante la percussione digitodigitale, generalmente viene usato il dito medio (o anche più dita) della mano dell'esaminatore come plessimetro: esso è saldamente applicato alla parete toracica e viene percosso all'altezza della falange media, dal dito (o dalle dita) plessore.

## Storia
Il plessimetro fu inventato nel 1826 da Pierre Adolphe Piorry, il quale scoprì che interponendo una moneta tra il petto e le dita durante la percussione, si otteneva un suono amplificato, la cui intensità variava in base alle caratteristiche fisiche di densità ed elasticità degli organi sottostanti. Piorry sperimentò diversi materiali per il suo plessimetro, tra cui piombo, cuoio, legno di cedro e corno, decidendosi infine per una piastra d'avorio di 5 cm di diametro.